# Ніжинська державна драматична студія
Ніжинська державна драматична студія імені М. К. Заньковецької — аматорська театральна студія, що діяла в місті Ніжині (зараз Чернігівська область) у 1922—34 роки.

## Історія і творчий склад
Ніжинська державна драматична студія була створена 1922 року на базі Ніжинського народного театру. Вона діяла при Ніжинському інституті народної освіти (зараз Ніжинський державний університет імені Миколи Гоголя). 
Метою студії було створення «зразкового драматичного театру в Ніжині».
У студії працювали: Д. Я. Грудина, І. І. Ковалевський, Ю. Д. Милович, Г. В. Ніжинська (Москвичова) (1882-1936), А. З. Остерський (Бородавка), Ф. Д. Проценко, М. Є. Малиш-Федорець, Є. О. Хуторна. На окремі вистави запрошувались корифеї української театральної сцени М.К. Заньковецька, Б.В. Романицький (деякий час був художнім керівником), О.П. Ратмирова та інші. 
Як творча одиниця Ніжинська державна драматична студія існувала до 1934 року, її наступником став Перший робітничо-комуністичний театр Чернігівщини (тепер Ніжинський український драматичний театр імені М. Коцюбинського).

## Репертуар
У репертуарі Ніжинської державної драматичної студії:
- «Майська ніч» за М. Гоголем
- «Вечорниці» П. Ніщинського;
- «Запорожець за Дунаєм» С. Гулака-Артемовського;
- «Наталка Полтавка» І. Котляревського;
- а також п'єса «Ненависть», написана колективом студії 1930 року на тему колективізації на селі.

## Джерело
- Ніжинська державна драматична студія // Чернігівщина:Енциклопедичний довідник (за ред. А.В. Кудрицького), К.: УРЕ, 1990, стор. 502